# Lubitel

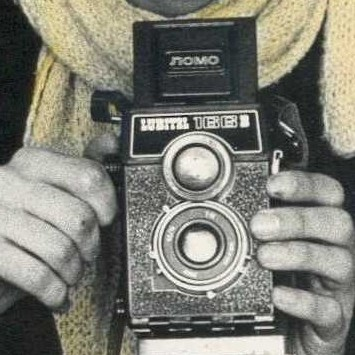
Lubitel

Het Russische Lomo produceerde onder de naam Lubitel (Russisch: Любитель, Ljoebitel, "Liefhebber") verschillende (medium formaat) twee-oog-spiegelreflexcamera's.
Vaak worden de Lubitels aanzien voor "speelgoed"-camera's, voornamelijk door hun lage prijs, hun constructie uit bakeliet en later andere kunststoffen, en hun soms, in het begin, minder goede afwerking. Nochtans gebruiken Lubitels rolfilm (type 120), hebben ze volledig glazen lenzen en kunnen ze sluitertijden aan tussen "Bulb" (manueel oneindig) tot 1/250. Diafragma-waarden laten f/4.5 tot f/22 toe. Deze karakteristieken liggen dichter bij die van amateur twee-oog-camera's uit de jaren 50 dan bij die van speelgoed- of wegwerpcamera's. Goede resultaten zijn mogelijk, maar, zoals bij elke lens uit drie elementen, zijn ze bij de standaarden, die vandaag de dag gehanteerd worden, onscherp aan de randen bij grotere diafragmawaarden. 
Lubitel-camera's worden vaak gebruikt door kunstfotografen of door liefhebbers die goedkoop willen kennismaken met middenformaatcamera's.  

## Types en productiejaren
- Lubitel TLR 1950-1956
- Lubitel-2 1955-1977
- Lubitel-166 1977-1980
- Lubitel-166 B sinds 1980
- Lubitel-166 +Universal sinds 1984 tot heden

De Komsomolets camera's waren voorlopers van de Lubitel. Anders dan de Lubitel hadden die geen zoeker met scherpteregeling. Het was een zeer getrouwe kopie van de Voïgtlander Brilliant.